# Astrouski
Astrouski (biał. Астроўскі; ros. Островский) – osiedle na Białorusi, w obwodzie grodzieńskim, w rejonie świsłockim, w sielsowiecie Werdomicze.
W dwudziestoleciu międzywojennym miejscowość nosiła nazwę Kolonia Połonka i leżała w Polsce, w województwie białostockim, w powiecie wołkowyskim, w gminie Świsłocz.
Znajduje się tu cerkiew prawosławna pw. Opieki Matki Bożej z 1876 r., a w pobliżu miejscowości – przystanek kolejowy Nestorowicze, położony na linii Wołkowysk – Andrzejewicze – Świsłocz.